# Suctobelbila waterhouseri
Suctobelbila waterhouseri är en kvalsterart som beskrevs av Balogh 1970. Suctobelbila waterhouseri ingår i släktet Suctobelbila och familjen Suctobelbidae. Inga underarter finns listade i Catalogue of Life.